# ياكوب هوبنر

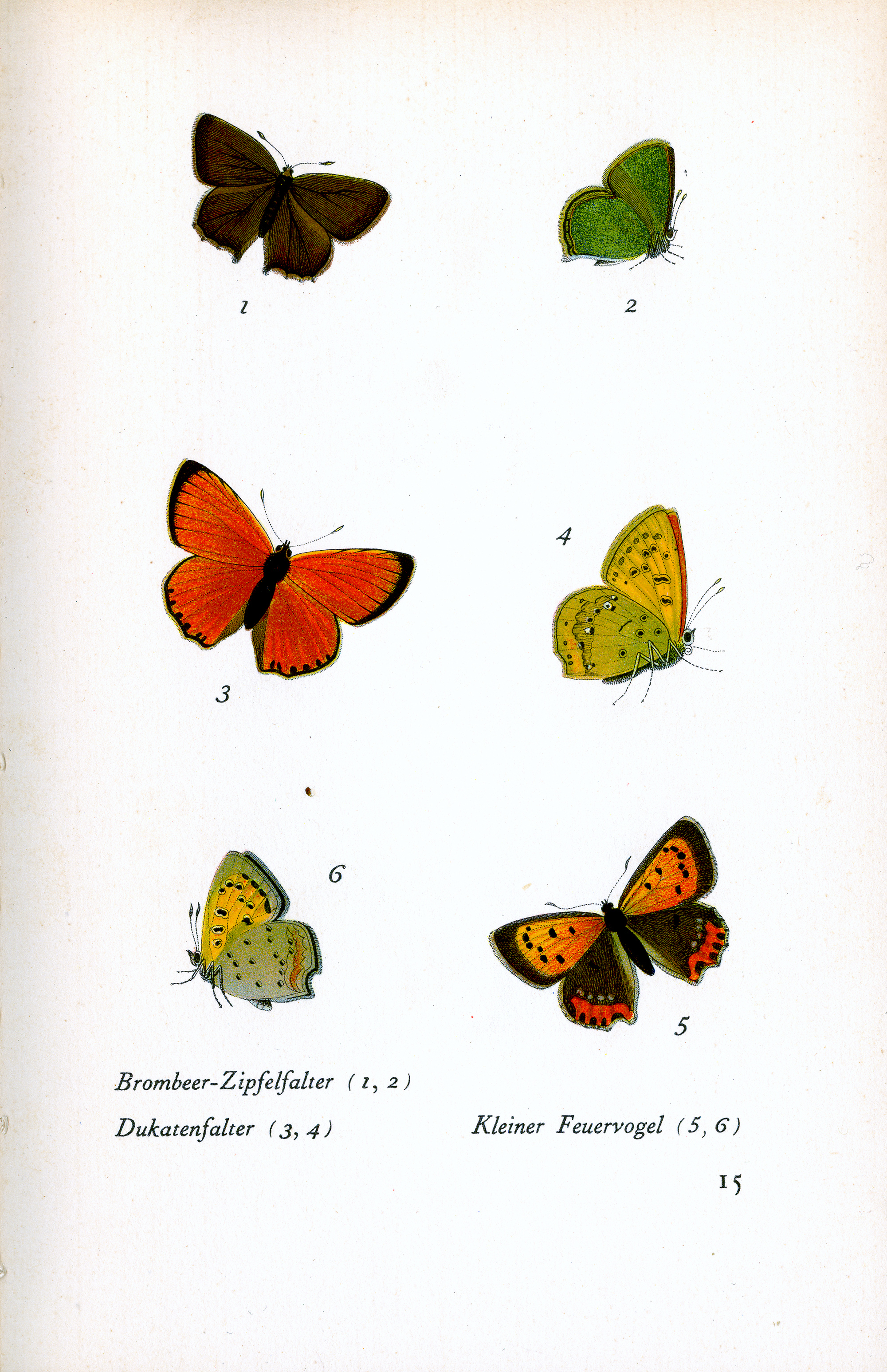
Plate from Hubner's Das kleine Schmetterlingsbuch showing Green Hairstreak، فراشة النحاس النادر and Small Copper

 (بالألمانية: Jacob Hübner)‏ ياكوب هوبنر (20 يونيو 1761 - 13 سبتمبر 1826، أوغسبورغ الألمانية) كان مختص بعلم الحشرات. وهو مؤلف سلسلة كتب الفراشات الأوروبية (1796 - 1805)،وهي تعد مرجعاً أساسياً في علم الحشرات

## حياته المهنية والعملية
أسس أوبنر في عام (1796 1805)، علم الحشرات. وكان أحد الأخصائين الأوائل للعمل في أوروبا حرشفيات الأجنحة. كما صنف العديد من الأنواع الجديدة ، على سبيل المثال  بيمبيسيفورميس سيسيا ‏  و  تاجيس يوتشلو ‏. ووصف أيضاً العديد من جديد الأجناس والأنواع .
وفي عام 1786 عمل مصمماً ونحاتاً,لمدة ثلاث سنوات في مصنع القطن في أوكرانيا. وجمّع هناك الفراشات، ووصفها من خلال الرسوم التوضيحية' (1786–1790) جنبا إلى جنب مع غيرها من الأنواع الجديدة في الريف حول منزله في أوغسبورغ.

## أعماله
- 1786-1790: ["إسهامات في تاريخ الفراشات"]، أوغسبورغ
- 1793: ساملونج أوسيرليسينير الخامس؟ هلام und شميتيرلينجي، معهد ماساتشوستس للتكنولوجيا إيرين الجغرافية هيروسجيجيبين عوف هوندرت التغيرات دير ناطور أوسجيمالتين كوبفيرن ["مجموعة من اختيار والطيور والفراشات، أصدر مع إدراج الأسماء على المطبوعات الملونة طبيعيا كوبربلت 100"]
- 1796-1805: ["سلسلة الفراشات الأوروبية"]
- 1806-1824: ["تاريخ فراشات الأوروبية"]

## وصلات خارجية
مسح *بيوليب من ناتشتشميتيرلينجي